# 尼克拉斯·卢曼
尼克拉斯·魯曼（德語：Niklas Luhmann，1927年12月8日—1998年11月6日），又譯尼克拉斯·盧曼，是德國當代重要的社會學家。魯曼作為社會系統理論的創新者，被視為卓越的社會學大家。魯曼與哈贝马斯對於社會系統理論的辯論非常著名。如同美國的社會系統理論家塔爾科特·帕森斯，魯曼也主張用一個理論框架來理解複雜的社會現象。

## 生平
1927年，魯曼出生於呂訥堡，父親在當地經營一家釀酒廠。少時就讀於當地歷史最悠久的文理中學 Johanneum。1944年於空軍服役，翌年遭美軍俘虜，渡過一段戰俘營的日子。他曾在一次採訪時說：「……說好聽點，當時對待戰俘並沒有遵守國際公約的規定。」2007年，一份納粹黨員名冊曝光，魯曼名列其中；然而根據德國明鏡週刊的報導，有簽字的入黨申請書並不存在 ，也就是說，魯曼和其他年齡相仿的少年黨員當時對入黨可能並不知情。
戰爭結束後，1946年至1949年於弗萊堡大學研習法律，畢業後回呂訥堡接受公務員培訓，1953年結訓，翌年擔任呂訥堡的行政公職，至1962年結束。1954年和1955年之間，他擔任該邦最高行政法院院長助理。在這段期間他開始建立日後名聞遐邇的「卡片盒」。1960年，他與Ursula von Walter結婚，育有三名子女。其妻於1977年去世。
1960年，魯曼獲得一筆哈佛大學的在職進修獎學金。進修期間，他遇見了著名的社會學家塔爾科特·帕森斯。回國後，1962年至1965年在施派爾的德意志行政大學擔任講師。1964年出版《正式組織的功能與後果》（Funktionen und Folgen formaler Organisation）。1965年到1968年在多特蒙德的明斯特大學社會研究所擔任部門主管（剛開始他還在這間大學唸了一學期社會學）。1966年，憑兩年前出版的《正式組織的功能與後果》，在這間大學獲得社會科學博士學位。五個月後，又以《公共行政中的法律與自動化：一個行政學的研究》（Recht und Automation in der öffentlichen Verwaltung. Eine verwaltungswissenschaftliche Untersuchung）在社會學家迪斯特·克雷森斯和赫爾穆特·謝爾斯基那裡獲得大學授課資格。1968年，魯曼成為比勒費爾德大學社會學系教授，直到1993年退休之前，都在那研究和授課。
1988年魯曼獲得斯圖加特市的黑格爾獎（Hegel-Preis），1997年獲得歐洲阿馬爾菲社會學社會科學獎（European Amalfi Prize for Sociology and Social Sciences）。
魯曼定居於比勒費爾德附近的歐林豪森（Oelinghausen），1998年亦於此地辭世。兩年後，當地市立歐林豪森文理中學更名為尼克拉斯·魯曼文理中學。為紀念魯曼，比勒費爾德儲蓄銀行（Sparkasse）每兩年頒發一次比勒費爾德科學獎（Bielefelder Wissenschaftspreis）。魯曼的出生地——呂訥堡市，在他逝世後將城西新地的一條街命名為「尼克拉斯·魯曼路」。